# Supercoppa belga 2023 (pallavolo maschile)
La Supercoppa belga 2023, 27ª edizione della Supercoppa nazionale di pallavolo maschile, si è svolta il 10 ottobre 2023: al torneo hanno partecipato due squadre di club belga e la vittoria finale è andata per l'undicesima volta, la quarta consecutiva, al Roeselare.

## Formula
La formula ha previsto una gara unica.

## Squadre partecipanti
| Squadra   | Qualificazione                                     |
| --------- | -------------------------------------------------- |
| Menen     | Finalista Coppa del Belgio 2022-23                 |
| Roeselare | Vincitrice Liga A 2022-23/Coppa del Belgio 2022-23 |

## Torneo
| 10 ottobre 2023 Tomabelhal, Roeselare Durata: 1h:43 - Spettatori: 345 | Roeselare | 3 - 1 | Menen | 25-23, 25-18, 25-27, 25-19 |